# 임윤찬
임윤찬(任奫燦, 2004년 3월 20일~)은 대한민국의 피아니스트이다. 2022년 반 클라이번 국제 피아노 콩쿠르에서 역대 최연소의 나이인 18세로 우승하였다.

## 생애

### 어린 시절
2011년 7살 때 어머니의 권유로 동네 상가 피아노 학원에서 피아노를 처음 배우기 시작하였다. 당시 다른 친구들은 모두 태권도 영어 등 학원에 다니는데, 본인도 뭔가 하나 해야겠다고 생각해서 피아노학원을 다녔다고 한다. 아버지가 노래듣는 걸 좋아하셔서, 자연스럽게 음악이 좋아졌다고 한다. 어머니도 바흐와 베토벤을 듣는 걸 보고 자랐으며 자연스레 음악과 가까워졌고 피아노 학원을 다니며 음악을 자연스레 좋아하게 되었다고 회고한다. 2013년, 9살이 되던 해에 예술의전당 음악아카데미 광고를 보고 지원하여 합격했다.
2015년, 11살이 되던 해에 금호아시아나문화재단 주최의 금호영재콘서트에서 데뷔하였다. 예원학교 음악과 피아노 전공을 하였고, 2017년에는 한국예술종합학교 영재교육원에서 손민수를 사사하기 시작하였다. 2018년 미국 클리블랜드 청소년 콩쿠르에서 2위를 수상하였고, 2019년에는 윤이상 국제 콩쿠르에서 15세의 나이로 우승하였다.
예원학교 (48회) 를 음악과 전체수석으로 졸업한 후 예고 진학을 하지 않고 1년간 홈스쿨링을 한 후, 2020년에 바로 한국예술종합학교 음악원 (대학교 과정)으로 진학하였다.

### 반 클라이번 국제 피아노 콩쿠르 우승
2022년 반 클라이번 국제 피아노 콩쿠르에서 베토벤 피아노 협주곡 3번과 라흐마니노프 피아노 협주곡 3번을 통해 최종 1위로 우승하였다. 또한, 현대음악상과 청중상 역시 수상하였다.
우승 전 결선진출자들을 대상으로 한 외신 인터뷰에서 자신은 커리어에 대한 야망이 없으며, 원래는 산 속에 들어가서 피아노를 연주하며 살고 싶은 마음이 크지만 그렇게 하면 수입이 없기 때문에 연주를 하는 것이라고 소감을 밝혔다. 또한 성인이 되기 전 자신이 음악적으로 얼마나 성숙해 있는지 알아보기 위해 이번 콩쿠르에 출전했다고 밝혔다. 이 때까지의 삶에서 음악적 정체성을 형성하는데 "정말 위대한 선생님" 손민수 교수와 주변 친구들이 큰 영향을 주었다고 밝혔다. 임윤찬을 한국예술종합학교 영재교육원 시절부터 지도하고 있는 손민수 교수는, 임윤찬이 이러한 영향력있는 메이저 국제 콩쿠르에 출전한 것은 아마도 이번이 처음이자 마지막이지 않을까 생각한다고 하였다.

## 활동
영국 음반사 데카(DECCA)가 2023년 10월 19일 피아니스트 임윤찬과 전속 계약을 맺었다고 발표했다. 임윤찬은 "데카는 수많은 전설적인 음악가들과 함께해 온 레이블이라 음악가로서 매력을 느낄 수밖에 없다"고 말했다. 데카는 계약 발표와 함께 임윤찬이 원테이크로 연주한 리스트의 '사랑의 꿈' 영상을 공개했다. 이 영상은 새로 개설된 임윤찬의 공식 유튜브 채널에 올라왔으며, SNS 계정도 함께 개설됐다. 데카의 톰 루이스 공동회장은 "임윤찬은 현재 가장 흥미롭고 새로운 클래식 아티스트"라며 "그를 영입하기 위해 전 세계적인 노력을 기울였다"고 전했다.
피아니스트 임윤찬은 2024년 4월 19일 클래식 레이블 데카와 첫 음반으로 쇼팽의 에튀드 전곡 연주 앨범을 발매했다. 음반 발매 기념 화상 기자간담회에서 그는 "10년 동안 제 안에 있던 용암을 이제야 분출한 느낌이다. 심장을 울리는 음악을 하고 싶다"고 말했다. 임윤찬은 쇼팽 에튀드를 어렸을 때부터 연습해 왔으며, 꼭 이 나이에 이 산을 넘고 싶다는 의지가 있었다고 덧붙였다.
2024년 쇼팽과 리스트의 연습곡 앨범을 바탕으로 그라모폰 어워드에서 피아노, 올해의 젊은 아티스트의 2개 부문에서 수상하였다.

## 디스코그래피
| 제목                                                     | 정보                                                                                       | 최고 순위 | 판매량         |
| 제목                                                     | 정보                                                                                       | 한국      | 판매량         |
| -------------------------------------------------------- | ------------------------------------------------------------------------------------------ | --------- | -------------- |
| 《2020 한국의 젊은 음악가들 3》                          | - 발매일: 2020년 12월 2일 - 음반사: KBS - 형식: CD, 디지털 다운로드, 스트리밍              | —         |                |
| 《Beethoven, Isang Yun, Barber》                         | - 발매일: 2022년 11월 28일 - 음반사: 도이체 그라모폰 - 형식: CD, 디지털 다운로드, 스트리밍 | —         |                |
| 《Live from the Cliburn: Liszt – Transcendental Etudes》 | - 발매일: 2023년 7월 7일 - 음반사: 스타인웨이 & 선스 - 형식: CD, 디지털 다운로드, 스트리밍 | —         |                |
| 《Chopin: Études, Opp. 10 & 25》                         | - 발매일: 2024년 4월 19일 - 음반사: 데카 레코드 - 형식: CD, 디지털 다운로드, 스트리밍      | 16        | - 한국: 15,871 |